# Брама пекла (фільм, 1953)
«Брама пекла» (також «Ворота пекла»; яп. 地獄門 Jigokumon) — японська історична драма 1953 року, поставлена режисером Тейноске Кінугаса. Фільм здобув Гран-прі 7-го Каннського кінофестивалю 1954 року та Премію «Оскар» за найкращий фільм іноземною мовою .

## Сюжет
Епоха Хейан, XII століття. У 1159 році, під час спроби перевороту (так звана «Смута Хейдзі»), відданий сьоґуну самурай Моріто Ендо допомагає втекти з міста придворній дамі і закохується в неї. Після придушення перевороту самурай просить, як нагороду, щоб йому дозволили одружитися з цією жінкою, але виявляється, що вона вже перебуває у шлюбі за одним з підданих сегуна. Самурай не відмовляється від своєї мети і просить жінку покинути чоловіка, що призводить до трагічного фіналу — вона погоджується допомогти Моріто убити чоловіка, але тільки пробравшись у спальню і завдавши в темряві удару мечем, Ендо розуміє, що жінка воліла загинути, але не зрадити чоловіка.

## У ролях
| Кадзуо Хасегава | ···· | Моріто Ендо     |
| Матіко Ке       | ···· | Кеса            |
| Ісао Ямагата    | ···· | Ватару Ватанабе |
| Корея Сенда     | ···· | Сігеморі        |
| Дзюн Тадзакі    | ···· | Когента         |
| Macao Сімідзу   | ···· | Сабуросуке      |
| Тацуя Ісігуро   | ···· | Яшута           |
| Кендзіро Уемура | ···· | Масанака        |

## Визнання
| Нагороди та номінації фільму «Брама пекла» | Нагороди та номінації фільму «Брама пекла» | Нагороди та номінації фільму «Брама пекла» | Нагороди та номінації фільму «Брама пекла» | Нагороди та номінації фільму «Брама пекла» | Нагороди та номінації фільму «Брама пекла» |
| Рік                                        | Кінофестиваль/кінопремія                   | Категорія/нагорода                         | Номінант                                   | Результат                                  |                                            |
| ------------------------------------------ | ------------------------------------------ | ------------------------------------------ | ------------------------------------------ | ------------------------------------------ | ------------------------------------------ |
| 1954                                       | 7-й Каннський міжнародний кінофестиваль    | Гран-прі                                   | Брама пекла                                | Перемога                                   |                                            |
| 1954                                       | Локарнський міжнародний кінофестиваль      | Золотий леопард                            | Брама пекла                                | Перемога                                   |                                            |
| 1954                                       | Національна рада кінокритиків США          | Найкращий іноземний фільм                  | Брама пекла                                | Перемога                                   |                                            |
| 1954                                       | Спільнота кінокритиків Нью-Йорка           | Найкращий фільм іноземною мовою            | Брама пекла                                | Перемога                                   |                                            |
| 1955                                       | Премія «Оскар»                             | Найкращий фільм іноземною мовою            | Брама пекла                                | Перемога                                   |                                            |
| 1955                                       | Премія «Оскар»                             | Найкращий дизайн костюмів                  | Міцуйо Вада                                | Перемога                                   |                                            |
| 1955                                       | Премія BAFTA                               | Найкращий фільм з будь-якої країни         | Брама пекла                                | Номінація                                  |                                            |
| 1957                                       | Премія «Юссі»                              | Найкраща іноземна акторка                  | Матіко Ке                                  | Перемога                                   |                                            |